# Torre de Cerredo
Torre de Cerredo lub Torrecerredo (ast. Torrecerréu) – szczyt masywu Picos de Europa w paśmie Gór Kantabryjskich. Leży w północno-zachodniej Hiszpanii, na granicy prowincji León i Asturia. Jest to najwyższy szczyt w masywie Picos de Europa i w całych Górach Kantabryjskich.
Pierwszego wejścia dokonali Aymar d'Arlot de Saint Saud, Paul Labrouche, Juan Suárez, de Espinama i Francois Salles 30 czerwca 1882 r.